# 金魚岩
68°37′S 41°0′E / 68.617°S 41.000°E
金魚岩（英語：Kingyo Rock），是南極洲的岩石，位於毛德皇后地的奧拉夫王子海岸，處於歐米加冰川南岸，根據日本探險隊的測量和拍攝的空中照片繪入地圖，現時由南極條約體系管理。

## 外部連結
- . . United States Geological Survey.   [2013-05-02].
- 本条目引用的公有领域材料来自美国地质调查局的文档《金魚岩》 （資料來自地名信息系统）。